# جو واچ
جو واچ (به انگلیسی: Jew Watch) نام وب‌گاه معروفی است که به معرفی نکات منفی یهودیان میپردازد. این وبسایت در طول چند سال گذشته دارای رتبه زیر ۵ در جستجوی گوگل در مورد واژه یهودی(به انگلیسی: Jew) بوده و این مورد باعث اعتراض مردم به شرکت گوگل شده است. ولی شرکت گوگل اعلام کرده است که نتایج جستجو به طور خودکار می‌باشد و آن شرکت وبسایت جو واچ را از نتایج جستجو حذف نخواهد کرد.